# Kurpie (Kuźnica Błońska)
Kurpie – część wsi Kuźnica Błońska w Polsce położona w województwie łódzkim, w powiecie sieradzkim, w gminie Klonowa.
W latach 1975–1998 Kurpie administracyjnie należały do województwa sieradzkiego.